# Kaipaansaari (ö, lat 61,24, long 28,83)
Kaipaansaari är en ö i Finland. Den ligger i sjön Saimen och i kommunen Ruokolax i den ekonomiska regionen  Imatra ekonomiska region  och landskapet Södra Karelen, i den södra delen av landet, 240 km nordost om huvudstaden Helsingfors. Öns area är 5,1 hektar och dess största längd är 300 meter i sydväst-nordöstlig riktning.